# الآباء البيض

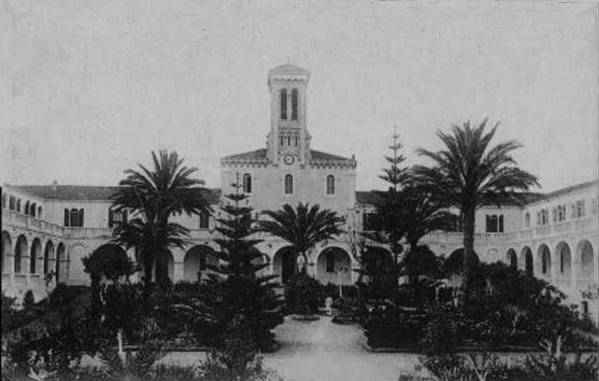
الدير الأم لجمعية الآباء البيض في مدينة الحراش.

في عام 1868 أنشأ الكاردينال الكاثوليكي لافيجري جمعية علنية في الجزائر عُرِفت باسم الآباء البيض (بالفرنسيّة :Pères Blancs)، وسبب تسميتهم بهذا الاسم أنهم قرروا أن يلبسوا أردية بيضاء بهدف التناغم مع البيئة الاجتماعية، فأُطلِق عليهم هذا الاسم، ولهم صور فوتوغرافية مبكرة نشروها في كتبهم التي كتبوها عن هذه الحركة يظهرون فيها بهذه الأردية البيضاء.
وقد كتب عن هذه الجمعية بغزارة كلا من مؤرخي الجزائر ومؤرخي الكنيسة على حد سواء، وممن كتب عنها مؤرخ الجزائر الأشهر أبوالقاسم سعد الله صاحب الموسوعات في تاريخ الجزائر (تاريخ الجزائر الثقافي عشر مجلدات، أبحاث وآراء في تاريخ الجزائر خمس مجلدات، وغيرها)، وكُتِب عن تاريخ لافيجري منشئ الجمعية كتب خاصة مثل دراسة الأستاذ سعيدي مزيان، وهي رسالة ماجستير بعنوان (النشاط التنصيري للكاردينال لافيجري في الجزائر).
انتعشت المسيحية في المغرب العربي في القرن التاسع عشر فبنيت الكنائس والمدارس والمؤسسات المسيحية وأعيد تأسيس أبرشية كاثوليكية عام 1838، ودخل عدد من السكان المحليين المسلمين إلى المسيحية. وقد تأسست العديد من الرهبانيات منها الآباء البيض خدمة مسيحيي البلاد. وكان الآباء البيض ينشطون مناطق البربر بعناية أكثر، وفي مدينة وهران (شمال غرب الجزائر) حيث أنشأ الآباء البيض مدارس ضمن أنشطة أخرى.